# Agronom
Agronom är en akademisk examenstitel inom agronomi (lantbruksvetenskap).
Agronom kan även syfta på de praktiskt lagda, engelska, vetenskapsmän som under 1700-talet fick inflytande på kontinenten.

## Sverige
I Sverige kan examenstiteln agronom erhållas efter studier vid Sveriges lantbruksuniversitet (SLU). De första svenska agronomerna utexaminerades vid dåvarande lantbruksinstituten på Ultuna 1848–1932, Degeberg 1832–1853 samt Alnarp 1862–1932. Åren 1932–1977 utbildades agronomer vid Kungliga lantbrukshögskolan på Ultuna. Utbildningen övergick till Sveriges lantbruksuniversitet vid dess bildande år 1977. 
I Sverige kan yrkestiteln agronom erhållas efter 5 års studier (300 hp) vid Sveriges lantbruksuniversitet på Ultuna (Uppsala). I svensk utbildning förekommer fem program:
- ekonomagronom
- husdjursagronom
- landsbygdsutvecklingsagronom
- livsmedelsagronom
- mark/växtagronom

Tidigare förekom även bioteknikagronom, men den utbildningen har gjorts om till bioteknologprogrammet. Det fanns också teknikagronom vilken gjorts om till programmen civilingenjör i miljö- och vattenteknik samt civilingenjör i energiteknik.
Agronomförbundet delar årligen ut utmärkelsen Årets Agronom till en person som är en god ambassadör för agronomkåren. Mottagaren kan verka på det nationella, internationella eller regionala planet.

## Finland
I Finland utbildades agronomer vid Mustiala lantbruksskola ända till 1908, då den agrikulturvetenskapliga utbildning flyttades till Helsingfors universitet. Examenstiteln agronom kan erhållas efter studier vid agrikultur-forstvetenskapliga fakulteten vid universitet. Yrkestiteln agronom tilldelas de av fakultetens studenter som har avlagt magisterexamen inom agrikulturvetenskap eller forstvetenskap och som avlagt sina kandidatexamina med ett agrikulturvetenskapligt huvudämne. 